# Кобыляево
Кобыляево — деревня в Ярославском районе Ярославской области. Входит в состав Заволжского сельского поселения.

## География
Находится в восточной части Ярославской области на расстоянии приблизительно 6 км на восток по прямой от станции Филино.

## История
В 1859 году здесь (деревня Ярославского уезда Ярославской губернии) было учтено 16 дворов, в 1898 — 19.

## Население
Численность населения: 108 человек (1859 год), 39 (русские 100 %) в 2002 году, 38 в 2010.